# Ćićawatni
Ćićawatni (urdu: چِيچہ وطنى‬) – miasto w Pakistanie, w prowincji Pendżab. W 2017 roku liczyło 95 341 mieszkańców.